# Buovo d'Antona
Buovo d'Antona és una òpera en tres actes composta per Tommaso Traetta sobre un llibret italià de Carlo Goldoni. S'estrenà al Teatro San Moisè de Venècia el 27 de desembre de 1758.
La base de l'argument es troba en la versió italiana de Beuve de Hantone.
A Catalunya s'estrenà el 1760 al Teatre de la Santa Creu de Barcelona i a Palma es va donar el 1767.